# Манн, Майкл
Майкл Манн (англ. Michael Mann; род. 5 февраля 1943 года, Чикаго, США) — американский кинорежиссёр, сценарист и продюсер, лауреат премий BAFTA и «Эмми», а также четырёхкратный номинант на премию «Оскар».

## Биография
Родился 5 февраля 1943 года в Чикаго в еврейской семье. Родители его — Джек и Эстер Манн — занимались торговлей бакалейными товарами. Отец Майкла — эмигрант из Российской империи и ветеран Второй мировой войны. Дед Майкла по отцовской линии, тоже русский эмигрант, был участником Первой мировой войны. Вырос Манн неподалёку от парка Гумбольдта в Чикаго, в подростковом возрасте увлекался стремительно набирающей популярность музыкой блюз.
Изучал английский язык в университете Висконсина-Мэдисона, проявлял интерес к геологии, истории и архитектуре. В это же время он впервые увидел «Доктора Стрейнджлава» Стэнли Кубрика и тут же влюбился в кино. В одном из последних интервью Манн рассказывает, насколько сильно на него повлиял этот фильм:
Это показало всему моему поколению киноделов, что со зрителем можно говорить совершенно открыто и честно, и тогда, в свою очередь, он оценит кино по достоинству. Другими словами, чтобы стать частью индустрии коммерческих фильмов, чтобы стать серьёзным лицом в кинематографе, вовсе не обязательно снимать такие картины, как «Семь невест для семерых братьев» и мучиться на низких должностях. Это ведь и имел в виду Кубрик, и потому с тех пор я полюбил его работы, и на меня самого они оказали значительное влияние.
В середине 1960-х он переехал в Лондон, частично чтобы «закосить» от армии во время вьетнамского призыва, хотя для службы он был негоден по причине заболевания астмой. Но главной целью было получение диплома Лондонской школы кино. Он провел в Великобритании семь лет, посещая киношколу, а затем работал над рекламными роликами бок о бок с такими его современниками, как Алан Паркер, Ридли Скотт и Эдриан Лайн. В 1968 году один из его документальных фильмов попал на телевидение, а вскоре он снял короткометражный фильм Juanpuri, который в 1970 году получил приз жюри на кинофестивале в Каннах.
После развода с первой женой в 1971 году Манн вернулся в США. Сперва он работал над документальной лентой «На 17 дней позднее» для телеканала ABC. Спустя три года Манн написал сценарии к четырём эпизодам телесериала «Старски и Хатч» и к пилотному выпуску сериала «Вегас». Помимо этого, совместно с писателем, полицейским в отставке Джозефом Уэмбо, участвовал в создании шоу «Полицейская история». Сериал точно воспроизводил жизнь полицейского из Лос-Анджелеса, благодаря чему Манн научился привносить в свои работы достоверность и реалистичность.
Его первым полнометражным фильмом стал «Иерихонская миля», выпущенный в 1979 году. Хотя изначально фильм был снят для телевидения, впоследствии он вышел в кинопрокат в Европе. За сценарий к «Миле» Майкл Манн получил свою первую статуэтку «Эмми», также он был удостоен премии Гильдии режиссёров Америки.
В 1980-е Манн активно работает на телевидении. Он участвует в создании таких сериалов как «Полиция Майами» и «Криминальные истории». Вопреки всеобщему мнению, он не является их автором, но он выступил исполнительным продюсером. Так или иначе, он оказал влияние на эти проекты в вопросах подбора актёров и их стиля.
В 1981 году Майкл Манн выпустил свой первый художественный фильм «Вор» с Джеймсом Кааном в главной роли. Фильм вошёл в основную конкурсную программу Каннского кинофестиваля и претендовал на Золотую пальмовую ветвь.
В 1986 году он первым «экранизировал» известного серийного убийцу Ганнибала Лектера, персонажа серии романов Томаса Харриса, в своей картине «Охотник на людей», основанной на романе «Красный дракон». Роль Лектера исполнил Брайан Кокс.
Широкое признание Майкл Манн получил в 1992 году за экранизацию романа Джеймса Фенимора Купера «Последний из могикан». Фильм был удостоен множества наград и номинаций, в том числе премии «Оскар».
Следующие два фильма Манна получили большую похвалу как от критиков, так и от зрителей. Первый из них, «Схватка» (1995) рассказывает о противостоянии профессионального преступника (Роберт Де Ниро) и опытного детектива полиции (Аль Пачино). Второй, «Свой человек» (1999), был основан на реальных событиях о том, как бывший работник табачной компании Brown & Williamson Джеффри Уайгэнд дал эксклюзивное интервью телепрограмме «60 минут», освещающее многие «тёмные» факты деятельности Brown & Williamson, и невольно стал инициатором крупнейшего в истории США корпоративного скандала, перевернувшего ход всей табачной индустрии. Роль Уайгэнда исполнил Рассел Кроу. Также Манн снова поработал с Аль Пачино, который сыграл продюсера «60 минут» Лоуэлла Бергмана.
Эти фильмы продемонстрировали кинематографический стиль и умение режиссёра искусно создавать богатые, сложные сюжетные линии. «Свой человек» получил 7 номинаций на премию «Оскар», в том числе за постановку, сценарий и продюсирование был номинирован Майкл Манн.
В 2001 году вышел новый фильм Манна «Али» о великом американском боксёре Мохаммеде Али. Это был первый фильм режиссёра, снятый на цифровую камеру. Исполнитель главной роли в картине Уилл Смит был номинирован на «Оскар»
Следующим проектом Манна стал «Соучастник», выпущенный в 2004 году. Фильм был представлен на внеконкурсной программе Венецианского кинофестиваля, где Манн удостоился приза Future Film Festival Digital Award. Главные роли исполнили Том Круз и Джейми Фокс. В процессе создания фильма Манн использовал тот же метод, что и при работе над «Али»: почти все натурные съёмки для достижения большей глубины и детализации были отсняты в цифровом виде. Фильм получил признание от критиков, а также имел коммерческий успех. За свою работу Манн был номинирован на премию BAFTA, а также признан лучшим режиссёром по версии Национального совета кинокритиков США.
Кроме того Манн выступил продюсером байопика Мартина Скорсезе «Авиатор», рассказывающем о жизни американского миллионера Говарда Хьюза. Роль Хьюза исполнил Леонардо Ди Каприо. За продюсирование «Авиатора» Майкл Манн был вновь представлен к «Оскару» и удостоен премии BAFTA.
В 2006 году Манн снял киноадаптацию сериала «Полиция Майами» под названием «Полиция Майами. Отдел нравов». Затем он выступил продюсером двух фильмов Питера Берга: «Королевство» (2007) и «Хэнкок» (2008).
Следующий фильм режиссёра — ганстерская драма «Джонни Д.» — вышел в прокат летом 2009 года. Фильм повествует об известном грабителе банков Джоне Диллинджере. В главных ролях — Джонни Депп и Кристиан Бэйл.
В 2011 году, после 22-летнего перерыва, Майкл Манн снова поработал на телевидении, сняв пилотный выпуск и спродюсировав сериал HBO «Удача». Первый сезон сериала имел успех, и было объявлено о продолжении, однако после гибели лошадей на съемках было принято решение закрыть проект.
Часто в роли оператора на съемочной площадке Манна выступает Данте Спинотти.
В 2022 году Манн наконец приступил к съёмкам биографического фильма «Феррари». Режиссёр работал над фильмом несколько лет, но съёмки неоднократно откладывались, а утверждённые исполнители главных ролей менялись. В итоге исполнителем главной роли Энцо Феррари стал Адам Драйвер, а Пенелопа Крус исполнила роль его супруги. События в фильме разворачиваются летом 1957 года, когда супруги переживают кризис в отношениях, а созданной ими компании грозит банкротство.

## Фильмография
- «Дикая банда»

| Год  | Фильм                        | Режиссёр  | Сценарист | Продюсер  |
| ---- | ---------------------------- | --------- | --------- | --------- |
| 1973 | Полицейская история          |           | зелёная ✓ |           |
| 1975 | Старски и Хатч               |           | зелёная ✓ |           |
| 1977 | Испытательный срок           |           | зелёная ✓ |           |
| 1979 | Иерихонская миля             | зелёная ✓ |           | зелёная ✓ |
| 1981 | Вор                          | зелёная ✓ | зелёная ✓ |           |
| 1983 | Крепость                     | зелёная ✓ | зелёная ✓ |           |
| 1984 | Полиция Майами               |           |           | зелёная ✓ |
| 1986 | Охотник на людей             | зелёная ✓ | зелёная ✓ |           |
| 1986 | Криминальные истории         |           |           | зелёная ✓ |
| 1989 | Сделано в Лос-Анджелесе      | зелёная ✓ | зелёная ✓ | зелёная ✓ |
| 1992 | Последний из могикан         | зелёная ✓ | зелёная ✓ | зелёная ✓ |
| 1995 | Схватка                      | зелёная ✓ | зелёная ✓ | зелёная ✓ |
| 1999 | Свой человек                 | зелёная ✓ | зелёная ✓ | зелёная ✓ |
| 2001 | Али                          | зелёная ✓ | зелёная ✓ | зелёная ✓ |
| 2002 | Убойный отдел                |           |           | зелёная ✓ |
| 2004 | Соучастник                   | зелёная ✓ |           |           |
| 2004 | Авиатор                      |           |           | зелёная ✓ |
| 2006 | Полиция Майами. Отдел нравов | зелёная ✓ | зелёная ✓ | зелёная ✓ |
| 2007 | Королевство                  |           |           | зелёная ✓ |
| 2008 | Хэнкок                       |           |           | зелёная ✓ |
| 2009 | Джонни Д.                    | зелёная ✓ | зелёная ✓ | зелёная ✓ |
| 2011 | Удача                        | зелёная ✓ |           | зелёная ✓ |
| 2011 | Поля                         |           |           | зелёная ✓ |
| 2015 | Кибер                        | зелёная ✓ | зелёная ✓ | зелёная ✓ |
| 2019 | Ford против Ferrari          |           |           | зелёная ✓ |
| 2023 | Феррари                      | зелёная ✓ | зелёная ✓ | зелёная ✓ |
| TBA  | Схватка 2                    | зелёная ✓ | зелёная ✓ |           |

## Награды и номинации
| Премия                              | Год  | Фильм                            | Категория                                   | Результат |
| ----------------------------------- | ---- | -------------------------------- | ------------------------------------------- | --------- |
| «Оскар»                             | 2000 | «Свой человек»                   | Лучший фильм                                | Номинация |
| «Оскар»                             | 2000 | «Свой человек»                   | Лучший режиссёр                             | Номинация |
| «Оскар»                             | 2000 | «Свой человек»                   | Лучший адаптированный сценарий              | Номинация |
| «Оскар»                             | 2005 | «Авиатор»                        | Лучший фильм                                | Номинация |
| «Золотой глобус»                    | 2000 | «Свой человек»                   | Лучший режиссёр                             | Номинация |
| «Золотой глобус»                    | 2000 | «Свой человек»                   | Лучший сценарий                             | Номинация |
| BAFTA                               | 2005 | «Авиатор»                        | Лучший фильм                                | Победа    |
| BAFTA                               | 2005 | «Соучастник»                     | Лучший режиссёр                             | Номинация |
| «Эмми»                              | 1979 | «Иерихонская миля»               | Лучший сценарий мини-сериала или телефильма | Победа    |
| «Эмми»                              | 1985 | «Полиция Майами»                 | Лучший драматический сериал                 | Номинация |
| «Эмми»                              | 1990 | «Нарковойны»                     | Лучший мини-сериал                          | Победа    |
| «Эмми»                              | 1992 | «Нарковойны: Кокаиновый картель» | Лучший мини-сериал                          | Номинация |
| «Сатурн»                            | 2005 | «Соучастник»                     | Лучший режиссёр                             | Номинация |
| «Спутник»                           | 2000 | «Свой человек»                   | Лучший режиссёр                             | Победа    |
| Венецианский кинофестиваль          | 2004 | «Соучастник»                     | Future Film Festival Digital Award          | Победа    |
| Каннский кинофестиваль              | 1981 | «Вор»                            | Золотая пальмовая ветвь                     | Номинация |
| Национальный совет кинокритиков США | 1999 | «Свой человек»                   | Свобода самовыражения                       | Победа    |
| Национальный совет кинокритиков США | 2004 | «Соучастник»                     | Лучший режиссёр                             | Победа    |
| Премия Гильдии режиссёров США       | 1980 | «Иерихонская миля»               | Лучший режиссёр мини-сериала или телефильма | Победа    |
| Премия Гильдии режиссёров США       | 2000 | «Свой человек»                   | Лучший режиссёр                             | Номинация |
| Премия Гильдии продюсеров США       | 2000 | «Свой человек»                   | Лучший фильм                                | Номинация |
| Премия Гильдии продюсеров США       | 2005 | «Авиатор»                        | Лучший фильм                                | Победа    |
| Премия Гильдии сценаристов США      | 2000 | «Свой человек»                   | Лучший адаптированный сценарий              | Номинация |
| Премия Гильдии сценаристов США      | 2000 | «Свой человек»                   | Почётная награда имени Пола Сельвина        | Победа    |